# Nandovci
Nandovci byli během 5. a 4. století př. n. l. vládnoucí dynastií v staroindickém království Magadha (odtud občasné označení říše Nandovců či Nandovská říše). Na trůně Nandovci nahradili dynastii Šaišunágů. Podle tradice byl zakladatelem dynastie Nandovců Mahápadma Nanda, který měl mít osm synů, proto bývají Nandovci označováni někdy jako „dynastie devíti Nandovců“. Mahápadmovi je připisováno vyvraždění kšatrijů. Tento král žil 88 let, takže vládl velkou část z celkové stoleté doby kralování Nandovců. Podle některých historiků je však toto datování převzaté z Purán chybné a mělo trvat jen 22 let.

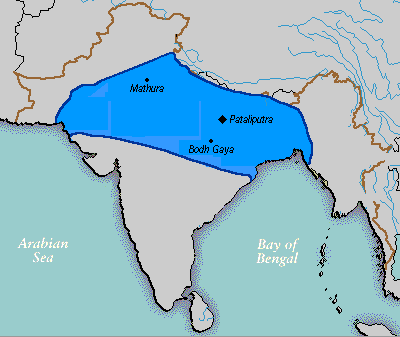
Přibližná rozloha říše Nandovců v době svého největšího rozmachu (okolo 323 př. n. l.)

V době svého největšího rozmachu dosahovala Nandovská říše od Biháru po Bengálsko. Posledního krále Nandovců pak vystřídal Čandragupta Maurja, zakladatel dynastie Maurjů, která poté v Magadze vládla. První Nandovci včetně samotného zakladatele královské dynastie Nandovců Mahápadmy Nandy byli podle tradice nízkého původu a je možné, že byli vůbec první vládnoucí dynastií, která nepocházela z kasty kšatrijů. Nandovci měli nashromáždit obrovskou armádu čítající mimo jiné přes 200 000 válečníků a 3000 válečných slonů, kteří měli dobýt pro Magadhu další území. Zejména díky systému daní měli Nandovci dostatek finančních prostředků nato, aby mohli dát postavit zavlažovací systémy i systém kanálů. Vzestup Nandovců však zastavil Čandragupta Maurja se svým věrným poradcem Čánakjou.

## Seznam vládnoucích Nandovců
- Mahápadma Nanda
- Pándhuka
- Panghúpati
- Bhútapála
- Raštrapála
- Góvišanaka
- Dašasídkhaka
- Kaivarta
- Dhána Nanda